# Управляющая компания
Управля́ющая компа́ния в России — коммерческая организация, юридическое лицо, осуществляющее доверительное управление имуществом других физических и юридических лиц, переданным в соответствии с договором доверительного управления.

## Законодательное регулирование
В законодательстве Российской Федерации термин употребляется в следующем значении: управляющая компания — акционерное общество или общество с ограниченной ответственностью, созданное в соответствии с законодательством Российской Федерации и имеющее лицензию Банка России на осуществление деятельности по управлению паевыми инвестиционными фондами и негосударственными пенсионными фондами в соответствии с федеральным законом «Об инвестиционных фондах» (№ 156-ФЗ от 29.11.2001).
Управляющая компания может осуществлять доверительное управление:
- Активами фонда коллективных инвестиций.
- Средствами пенсионных накоплений.
- Накоплениями для жилищного обеспечения военнослужащих.
- Ипотечным покрытием.
- Средствами компенсационного фонда саморегулируемой организации оценщиков.
- Целевым капиталом некоммерческой организации.
- Пенсионными резервами негосударственных пенсионных фондов.
- Страховыми резервами страховых компаний.

## Другие применения термина
Управляющими компаниями в российской практике часто называют организации, созданные для осуществления управленческих функций в холдингах или финансово-промышленных группах.
Кроме того, термин   «управляющая компания» может применяться для обозначения «управляющей организации» — оператора по управлению жилищным фондом и коммунальной инфраструктурой.